# Каменица (община Цариброд)
Вижте пояснителната страница за други значения на Каменица.
Каменица (на сръбски: Каменица или Kamenica) е село в Западните покрайнини, община Цариброд, Пиротски окръг, Сърбия.

## География
Село Каменица се намира в котловината Висок, на 26 километра северно от Цариброд. Разположено е в централната част на източния дял на Висок – Горни Висок, от двете страни на Каменичка река, приток на река Височица (Височница).
Землището на селото граничи със землищата на следните селища: Больев дол – на изток, Славиня на запад, Изатовци на юг и Сенокос и Росомач – на север.
Махалите на селото са Горня мала, Долня мала и Сред село̀.

## Топоними
Землището на Каменица е разделено от река Каменичка на две части – източна и западна. По-големият дял от разположената на изток от реката част е равнинна и е известна под общото наименование „Барье“. На север и североизток от Барье се издига хълмът Било, който е набразден от много ровини (дерета) и падини. На юг от селото се намира издигнатата местност Плоска (пасбища), както и Луг (ливади, ниви), Антанас (ливади, ниви, пасища), Шишарка (ниви, пасища), Татарски брод (Татарски пут) (ливади) и Алѝч (ниви, ливади, извор).
| Топоними в източната част на землището |
| По-големият дял от разположената на изток от реката част е равнинна и е известна под общото наименование Барйе. В Барйе се включват следните местности: - Рекике – ливади; - Църковник – ниви, ливади, извор; - Разльевище – ливади, ниви; - Стубел (Стубол) – извор, ниви, ливади; - Сапатово – ниви, ливади, временен извор; - Девица – извор, ниви, пасища; - Просия – плодородни ниви; - Зад гробища – ниви; - Брег (Горни и Долни) – ниви, ливади; - Грамада на брег – ниви; - Зад ровине – ниви; - Три пута – ниви, пасища; - Гьоргова ливада – ливади, оброчен кръст Св. Еремия (Йеремия), на който коли курбан родът Тодорецови; - Блатото (Горнье и Долне) – ливади, блато. На север и североизток от Барйе се издига хълмът Било, който е набразден от много ровини (дерета) и падини: - Върла падина – гора; - Малинове ньиве – ниви; - Средньи рид – синор, пасища. Част от Било са и: - Мала мъртвин – гора, ниви; - Габрак – гора, извор; - Варивунове ньиве – ниви - Врело – ливади, извор; - Вунията (Вуния) – гора На юг от селото се намира издигнатата местност Плоска (пасбища), както и: - Луг – ливади, ниви; - Антанас – ливади, ниви, пасища; - Шишарка – ниви пасища; - Татарски брод (Татарски пут) – ливади; - Алич – ниви, ливади, извор. |

Западната част от землището на Каменица е съставена от местностите У реку (ливади, ниви), Под село (ниви, ливади), Бресье (ливади, ниви), Обреш (Горньи и Долньи – ниви), Равнище (ливади), Габър (ливади) и други.
| Топоними в западната част на землището |
| Западната част от землището на Каменица е съставена от следните местности: - У-реку – ливади, ниви; - Под село – ниви, ливади; - Бресйе – ливади, ниви; - Обреш (Горньи и Долньи) – ниви; - На поле – ниви; - На друм – ниви; - Пъсьо поле – пасища, ниви, гора; - Локвице – ниви, ливади; - Чичиврага ливада (Чичиврага) – ливади, блато; - Чука – ниви; - Колчино бранище – гори, пасища; - Над бранище – ниви; - Долни прогон – ниви, ливади; - Горньо поле – ниви; - Горньи прогон – ниви; - Кална бара – ниви; - Габровъц – ливади, ниви, пасища, извор; - Цървени брег – ниви; - Заграня – ниви; - Чукаре (Чукар) – пасбища, оброчен кръст; - Вереджа – ниви, ливади; - Селище – ниви, ливади; - Кожина гробища (Кожена гробища) – ниви; - Кленье – ниви, ливади, извор, поток, градини; - Илийница – ливади, оброчен кръст на Св. Георги; - Врело – ливади, извор; - Бресйе над село - Панкина търница – тръни; - Нешино лице – пасбище; - Гръмаге – ниви; - Трошелица – пасбища; - Седърлова (Седлерова) падина – пасбища; - Поляне – пасбища; - Рекийна чешма – ливади, гори, извор, останки от поята на Росини; - Плоче – ливади; - Полице – синор; - Модина ограня – ливади, гора, останки от поятата на Кюркчинци; - Гувнище – ливади, ниви; - Броячка – ливади, поята на Йочкуловия род; - Пладнище – гора; - Пиздомеръц – ниви, ливади, гора, извор; - Голо Бърдо – пасбища, гори; - Папрат – ливади, гори; - Венъц – пасища; - Прогон – ниви, пасища, оброчен кръст Св. Възнесание; - Бръшлян – пасища; - Ковалин прелез – пасища, гора, ливади; - Яловарник – ниви, гора, бивши пояти на Малинови (Пръшкулови); - Ицин камик – ливади; - Равнище – ливади; - Габър – ливади; - Мрътвин (Мъртвина) – гора, ливади, извор; - Вълча глава – гора; - Велчина гора –гора, ливади; - Над манастирище – гора; - Столовати цер – пасбища; - Дълбоки дол – ниви, останки от поятата на Сарамандини; - Манастирище – гора, ливади; - Долове – посбища, гора, останки от поятата на Потини; - Понор – ливади; - Тричкове ньиве – ниви; - Соларски пут – ниви; - Стефаначкова круша (Стефанова круша) – ливади, пасбища; - Бонджин рид – ливади; - Славински вър – ливади. |

Наименованията на изворите и кладенците в каменишкото землище са: Извирка, Девица, Студенъц, Кленье, Стеваново кладенче (в самото село), Рекийна чешма, Шопката, Корита и Църковник.

## История

### До 1878 година
В местността Грамада на брег е открита праисторическа керамика, а в местността Антанас на изток от селото са открити основи на стара, вероятно ранносредновековна църква.
Под името Камениче селото се споменава в османо-турски документи от 1441 – 1445 година като село в нахия Висок, имащо 30 домакинства. По това време то е част от казата Шехиркьой (дн. Пирот). В съкратен регистър на Пиротския кадилък от 1530 г. Камениче е отбелязано като село със 17 домакинства и 3 неженени. В джелепкешански регистър на Пиротски кадилък от 1581 година като джелеп е отбелязан местният жител поп Влайо, който има задължението да предаде на държавата 30 овце. В регистър на войнушките бащини от 1606 година се споменават трима войнуци от селото – Негдан Мирчо, Петро Данин и Станчо Йовин.
През 50-те и 60-те години на 19 век във Висока действа роденият в Каменица хайдутин Игия Мулин заедно с дъщеря си Злата.

### В България
По време на кратката сръбска окупация през 1878 година и първата половина на 1879 година Каменица спада към Височкия срез на Пиротски окръг. Границата от 1878 година оставя малка част от землището на селото в сръбска територия, но селото е включено в Княжество България и попада в Царибродска околия, Трънски окръг. До 1910 година Каменица е част от община Долни Криводол или Славиня (Славина).

Непросредствено преди Сръбско-българската война от 1885 година сръбските власти правят неуспешен опит да предизвикат антибългарско въстание в Горни Висок и Трънско. На 10 ноември 1885 година, по време на самата война жителите на Каменица и Изатовци подпомагат партизанския отряд на капитан Коста Паница, като застават зад бойната верига на българските части и с викове „ура“ създават впечатлението сред сръбската войска, че българите са многократно по-многобройни и по този начин усилват паниката в редовете на сръбската армия. Капитан Паница отбелязва в релация за действията на отряда му:
| „ | За чест на изатовчании каменичани ще кажа, че те с готовност приеха това предложение, като извадиха в най-скоро време даже и децата си, за да подпомогнат на делото и не се уплашиха от куршумите, а най-спокойно следваха подир цепта и с възхищение всичко[то] време викаха „ура“. | “ |

През 1887 година в селото избухва голям пожар, жертва на който стават къщи, обори, складове с храни. За да възстановят щетите, в 1888 г. каменичани взимат заем от Трънската земледелческа каса, който в продължение на години не успяват да изплатят. През 1897 година Деветото обикновено народно събрание им отпуска безлихвен заем в размер на 11 000 лева, с който да погасят задължениета си. Новият заем жителите на Каменица връщат на държавното съкровище в продължение на 10 години.
През 1910 година Каменица става център на община, в която влизат и селата: Сенокос, Изатовци, Брайкьовци и Больев дол.

### След 1919 година
Съгласно Ньойския договор от 1919 година Каменица е включена в състава на Кралството на сърби, хървати и словенци. През ноември 1920 година сръбски военни и граждански власти влизат в Каменица. Жителите на селото се включват в протестите срещу решенията на договора. Петицията срещу откъсването от България е подписана от 114 жители на селото. От ноември 1920 година до април 1941 година и от 1944 година Каменица е в състава на Сърбия (Кралство на сърби, хървати и словенци, Югославия).
През двадесетте и тридесетте години на 20 век местните българи са подложени на насилствена асимилация и на репресии от страна на сръбските власти. На 29 април 1929 година е разстреляно семейството на поп Асен Йоцев, който преди това е избягал в България. Убити са баща му, брат му и съпругата му.
През 1974 година селото е електрифицирано.

## Просветно дело
През 1849 година Цветко Спасов от Каменица е спомоществувател на учебника на Найден Геров „Извод от физика“.
До 1880 година каменичани се учат в килийното училище при манастира Св. Архангел Михаил в с. Изатовци, а в периода 1870 – 1879 г. – в с. Росомач, което според границата от Берлинския конгрес остава в Сърбия. През 1880 година в селото се открива основно училище. То се помещава в Голубовия хан, а по-късно в частни къщи. Пръв учител е Тодор Митов от Каменица. Училището е само мъжко до 1890 година, след което в него започват да се записват и момичета. Преброяването от 1910 година показва 108 грамотни жители на селото – 98 мъже и 10 жени.
През 1911 година в Каменица се открива нова училищна сграда. В училището се учат и деца от Больев дол и Изатовци. Освен Тодор Митов като учители в Каменица са работили и Мито Тошев, Цветан, Петър Алексов, свещеник в селото, Тошко Костов от Славиня (1905 – 1912), Димитър Ковачев от Струга (1916), Петър Джуров от Славиня. Последният български учител в селото до откъсването на Западните покрайнини от България е Иван Еленков Манчев от с. Изатовци (1919 – 1920). В периода 1921 – 1941 година обучението в местното училище се провежда на сръбски език, а учителите са лица със сръбско самосъзнание – предимно от района на Висока, присъединен към Сърбия през 1878 година. През 30-те години започват да преподават и местни българи, преминали през съответните педагогически курсове.
През 1941 година, след възвръщането на Западните покрайнини към България, в Каменица се открива седемгодишно училище със задължително обучение на децата от селата Каменица, Сенокос, Брайкьовци, Изатовци и Больев дол. В училището се преподава на български език, което продължава и след 1944 година, когато селото отново е в състава на Югославия. След 1944 година училището прераства в осемгодишно, а до 1949 година и обтягането на отношенията между Югославия и останалите страни от социалистическия блок в него преподават учители от България.
През 50-те и 60-те години на ХХ век, когато се закриват някои от училащата в съседните села, в каменичкото училище се учат местни деца, но и от други села в Горни Висок. През учебната 1963 – 1964 година в училището се учат 212 ученици, през следващата година – 190, а през 1965 – 1966 година – 172.
На 31 август 1979 година училището в Каменица е закрито поради липса на ученици. Тъй като по това време са закрити и останалите училища в Горни Висок малцината останали ученици продължават образованието си в с. Смиловци, Забърдието.

## Население
Населението на Каменица е предимно българско. Автентичният диалект на селото спада към т.нар. Белоградчишко-трънски говори, известни в Сърбия и като Тимошко-лужнички или торлашки. Според някои местното население спада към етнографската група на т.нар. торлаци, но това название не е много популярно сред каменичани.
Според преброяванията от времето, в което Западните покрайнини са част от България (1878 – 1920), то се разпределя по следния начин:
- 1880 г. – 375 д. (372 българи, 3 румънци)
- 1887 г. – 388 д. (българи)
- 1892 г. – 406 д. (398 българи, 8 цигани)
- 1900 г. – 414 д. (българи)
- 1905 г. – 418 д. (415 българи, 1 румънец, 2 неустановени)
- 1910 г. – 416 д. (415 българи, 1 неустановен)

През 1921 г., след войните (1912 – 1918) и сръбската окупация (1920 г.) селото има 351 жители, а през 1930 – 377 души. След 1920 г., както и през 50-те години в Каменица се преселват жители на околните села – както българи (от Сенокос и Изатовци), така и жители на височките села, които през 1878 г. са включени в състава на Сърбия – Росомач, Бела, Дойкинци. Въпреки това днес Каменица е пред изчезване.
Според преброяванията след 1944 г. броят на жителите на селото е следният:
- 1948 – 365 д. (българи)
- 1953 г. – 346 д.
- 1961 г. – 263 д.
- 1971 г. – 182 д.
- 1981 г. – 98 д. (51 българи, 27 сърби, 9 – югославяни)
- 1991 г. – 61 д.
- 2002 г. – 30 д.
- 2011 г. – 15 д.

## Родове и фамилии
- Айдинови – част от рода Велчеви, чийто основател е живял около 1800 – 1875 г. и дал начало и на Никини (Талангодови) и Данаилови.
- Ангелакини
- Банджилови – разклонение на Кечини
- Беличови – свързани с рода Везини. Беличови днес живеят в Свети Николе, Северна Македония, Холандия, гр. Бор и другаде.
- Бечини – основател на рода е Петър (Беча), роден около 1830 г., чийто баща се казвал Рангел (р. около 1790 г.)
- Варавунови – наричани са и Гьоргови по името на родоначалника им Гьорго.
- Васицини – преселници от село Росомач през 1920 г.
- Везини – един от най-старите родове в Каменица.
- Вератови – основоположник е Мана Вератов.
- Вунгерови
- Върджини или Бебелини – най-старият член на тази фамилия е Тодор, наречен Бебелия.
- Гинчани – родоначалник е Зарко от с. Гинци, майстор-каменар.
- Голубови – един от най-старите и големи родове в Каменица, с две големи разклонения.
- Гъргорчини
- Данаилови – част от рода Велчеви.
- Дживлини – според предание, Дживлини са от един родов корен с Панини, Папалейни и Чанчурини, чийто родоначалници са босненецът Стефан и девойка от Каменица.
- Динчарови
- Дунини – родоначалник е Белчо Иванов, живял около 1830 – 1870 г.
- Йоцкини – родоначалник е Йоца, преселник от с. Сенокос
- Йорданови – част от рода Йочкулови, чийто родоначалник Гьорго е роден към 1700 г.
- Йоцеви
- Кайбулови – част от големия род Мангьолови, чийто основател Мангьол е брат на основоположника на Велчеви
- Кечини – основател Сава, роден около 1780 г.
- Кишини – част от рода Йочкулови. Основател на Кишини е Алекси (Лека) Маринов Йочкулов.
- Ковалини – разклонение на рода Кюркчини. Основател на фамилията е Рангел, роден около 1830 г.
- Колайджиини – разклонение на рода Йокини
- Кристини – основател е Криста, преселник от с. Сенокос
- Кюркчиини – един от най-големите родове в Каменица, чиито основатели Цветко и Васко са внуци на Гьорго (р. около 1700), родоначалника на Йочкулови.
- Манчесови – основателят на рода се е преселил от Голема Кутловица (дн. Монтана)
- Модрини – разклонение на Йокини. Основател на фамилията е Младен. Името на фамилията идва от името на неговата съпруга – Модра
- Монини – основател на рода е поп Петър
- Мулини – родовият им корен е от Пазарджишко
- Никини или Талангодови – голямо разклонение на рода Велчеви
- Нинкарини – част от Йокини с родоначалник Апостол
- Панини
- Пакшини – родоначалникът на фамилията е преселник от с. Сенокос.
- Папалейни (Качурови) – родоначалник е Камен (Качур)
- Паргьомови
- Пенини
- Пешеви – основател на тази фамилия е Димитър Терзията, преселник от с. Гнилян, Пиротско.
- Пешини
- Потини – разклонение на Кюркчииния род
- Пръшкулови
- Рилини – фамилия от рода Йокини
- Росини – част от големия род Мангьолови. Роса е син на Мана (Мангьол)
- Ружини – името на фамилията идва от Ружа Каменова Мангьолова
- Сарамандини (Левини)
- Сотирови (Сотини) – разклонение на Кюркчииния род
- Станишини – фамилия, изселила се във Фердинанд (дн. Монтана) след 1920 г.
- Стеваначкови – фамилия, изселила се в Хайредин, Оряховско
- Талини
- Тарайгови – фамилия, изселила се във Фердинанд (дн. Монтана)
- Тодорецови – Болшинството са се изселили в София. Наследници има и в Сърбия, и в България.
- Шенини – разклонение на големия род Малинови-Киркови
- Шпилини – фамилия, свързана с рода Ковалини
- Цуранини
- Чанчурини
- Чобанови – фамилия от Малиновия род
- Чучлянови
- Яшарови – основател е Гака.

## Поминък
Малкото останали жители на селото са пенсионери и се занимават предимно с градинарство. В миналото основен поминък на Каменица са скотовъдството, земеделието и гурбетчийството.

### Скотовъдство
Смята се, че до XIX век скотовъдството е основният поминък на селото. Главен отрасъл на скотовъдството е овцевъдството. В регистъра на джелепкешаните от 1576 г. са отбелязани двама джелепкешани в селото – Петър Радивой и поп Влаю, които доставяли 60 овце. Преди 1878 година агнета от Висока, включително и от Каменица са карани всяка пролет в Цариград.
След 1880 година във Висок започва производството на кашкавал в открити мандри. В началото на ХХ век каменичани отглеждат около 3000 овце, по около 50 на домакинство. Към 1950 година в селото има 5300 млечни овце и кози и 280 млечни крави. През 1961 година в Каменица се отглеждат 678 овце, а през 1981 – едва 393.
През 1953 година в землището на съседното село Изатовци е основана кооперативна скотовъдна ферма „Висок“, в която влиза и бившата селскостопанска задруга в Каменица и в която работят и много каменичани. През 1990 година в нея се отглеждат 4077 овце, но през 1995 г. те са 800.
Освен овце в миналото в Каменица се отглеждат кози, говеда и коне. До средата на ХХ век почти всяко домакинство отглежда по няколко кози, както и между 4 и 6 говеда (волове, крави, телета). През 1971 година те все още са 150, а през 1981 г. – 149.

### Земеделие
Традиционно основните земеделски култури, отглеждани в Каменица, са пшеница, ръж, ечемик, овес (овъс), царевица (муруз), фасул (васуль), слънчоглед. След 1906 – 1910 година в селото започват да навлизат железните плугове и веячките.
В градините, разположени край реката, се отглеждат домати, пипер, зеле, тикви и други.

### Печалбарство
Печалбарството (гурбетчилъка) е един от основните традиционни начини на прехрана за каменичани. Като строители или земеделски работници те изкарват прехраната си в различни части на България и Румъния. В края на XIX и първото десетилетие на ХХ век почти няма семейство в Каменица, от което да няма поне един печалбар във Влашко. В началото на ХХ век част от печалбарите работят и в САЩ и Канада, а някои остават отвъд Атлантика.

## Културни и природни забележителности
Църква „Св. Богородица“ от края на XIX век, построена върху много по-стар храм. Градена е от дялан камък и бигор. Според местните тя е опожарена от турците след потушаването на Чипровското въстание, защото в нея се укривали бежанци от Чипровци. Днес е полуразрушена.
Селските празници са Ранджеловдън (21 ноември), когато се провежда съборът в Каменица, а така също – Спасовдън и Голема Богородица – 28 август.
В далечното минало Каменица е имала и един манастир в местността „Манастирище“.

## Личности
Родени в Каменица
- Игия Мулин – хайдутин (XIX век)
- Богдан Николов (1924 – 2007) – краевед и художник;
- Нацко Сотиров (1894 – 1968) – главен готвач в кухнята на Борис III
- Момчил Тодоров (роден 1932) – професор по политически науки;
- ст.н.с. д-р Георги Тошев (роден 1924) – кардиолог;
- Герман Еленков, командир на 27-и Чепински пехотен полк по време на Втората световна война. Разстрелян е в Пазарджик на 20 февруари 1945 г.